# Trombidium holosericeum
Trombidium holosericeum Linnaeus, 1758 è un acaro appartenente alla famiglia Trombidiidae.
Questi aracnidi non costituiscono un pericolo sanitario per gli esseri umani o in generale per i vertebrati, in quanto le loro larve parassitano gli insetti.
È una specie molto comune, in Europa e nell'emisfero settentrionale, viene chiamato anche ragnetto rosso per il colore del corpo, in primavera infesta muri e tetti delle aree urbane e cittadine. Vive alimentandosi degli escrementi degli uccelli.

## Caratteristiche
La specie raggiunge una lunghezza massima di 5 millimetri, solitamente è lungo 1-2 millimetri. Il corpo è scarlatto e di aspetto vellutato a causa della fitta peluria. Gli occhi sono piccoli e distinti. I cheliceri sono a forma di forbice, mentre i pedipalpi sono organi tattili.
Il colore è rosso a causa dei carotenoidi ed avverte i predatori della propria tossicità (aposematismo). Sono assolutamente innocui sia per le piante, sia per gli animali, sia per gli uomini; l'unico problema è che se vengono schiacciati involontariamente il loro colore rosso è quasi indelebile e difficile da togliere soprattutto su pantaloni o maglie molto chiare.
Viene spesso confuso con altre specie simili, come Balaustium murorum.